# Сыни (вулкан)
Сыни — трещинный вулкан в Забайкалье.

## Описание
Сыни представляет собой трещину длиной в несколько километров. Извержения этой трещины создали шлаковую гряду, из-за эрозии покрытую останцами. Между трещиной и шлаковый грядой есть котловина с сезонным дождевым озером. У подножия вулкана есть горячий источник.

## Местоположение
Вулкан находится на Удоканском лавовом плато, в Каларско — Удоканской группе вулканов. Около него есть вулканы Аку и Чепе.